# Karima Benyoucef
Karima Benyoucef, née le 3 juin 1961, est une judokate algérienne.

## Carrière
Aux Championnats d'Afrique de judo 1986 à Casablanca, Karima Benyoucef remporte la médaille d'argent dans la catégorie des moins de 61 kg.
Elle devient par la suite entraîneur de judo, menant l'équipe nationale féminine junior en 2014.